# Graça Fonseca
Graça Maria da Fonseca Caetano Gonçalves (Lisboa, 13 de agosto de 1971) é uma socióloga e política portuguesa, deputada eleita à Assembleia da República na XIII Legislatura e Ministra da Cultura no XXI Governo Constitucional (2018-2019) e no XXII Governo Constitucional (2019-2022).

## Carreira
Graça Fonseca licenciou-se em Direito pela Faculdade de Direito da Universidade de Lisboa, tendo concluído o mestrado em Sociologia pela Faculdade de Economia da Universidade de Coimbra, e o doutoramento em Sociologia pelo ISCTE - Instituto Universitário de Lisboa.
A nível profissional, foi investigadora do Centro de Estudos Sociais da Faculdade de Economia da Universidade de Coimbra entre 1996 e 2000; diretora adjunta do Gabinete de Política Legislativa e Planeamento do Ministério da Justiça de 2000 a 2002. Posteriormente, desempenhou funções de Chefe de Gabinete do Ministro de Estado e da Administração Interna e do Secretário de Estado da Justiça no XVII Governo Constitucional.
Militante do Partido Socialista, entre 2009 e 2015, foi vereadora na Câmara Municipal de Lisboa, sendo Presidente António Costa.
Foi nomeada, no dia 14 de Outubro de 2018, Ministra da Cultura do XXI Governo Constitucional, pelo Primeiro-ministro António Costa. Em Novembro de 2018 anunciou que o Museu de Évora vai “tornando-se no primeiro Museu Nacional a sul do Sado.

## Vida pessoal
Em 22 de Agosto de 2017, Fonseca afirmou publica e politicamente a sua homossexualidade, em entrevista ao Diário de Notícias. Foi a primeira vez em Portugal que um político em funções assumiu a sua homossexualidade. Por isso, recebeu o Prémio Arco-íris de 2017 da ILGA Portugal.

## Controvérsias
Em Julho de 2020, num evento para anunciar a aquisição de 65 obras de arte contemporânea para a colecção do Estado por 500 mil euros, quando questionada por uma repórter sobre a pressão social e económica que os trabalhadores do sector da cultura estavam a enfrentar devido à pandemia da COVID-19, optou por não responder à questão colocada, sugerindo antes que os presentes se reunissem para "o drink de fim de tarde", o que alguns críticos consideraram insensível.

## Prémios e Reconhecimentos
- 2017- Prémio Arco-Íris[10]